# Beričevo
Beričevo – wieś w Słowenii, w gminie Dol pri Ljubljani. W 2018 roku liczyła 448 mieszkańców.